# Bois-Héroult
Bois-Héroult è un comune francese di 176 abitanti situato nel dipartimento della Senna Marittima nella regione della Normandia.

## Società

### Evoluzione demografica
Abitanti censiti